# 鄭蘿玉
鄭蘿玉，江西德化人，清朝政治人物。举人出身。
同治四年（1865年），擔任清朝廣州府南海縣知縣。后由陳善圻接任。